# Mil Mi-6
El Mil Mi-6 (en ruso: Ми-6, designación OTAN: Hook) es un helicóptero de transporte pesado soviético diseñado por Mil durante los años 50.

## Diseño y desarrollo

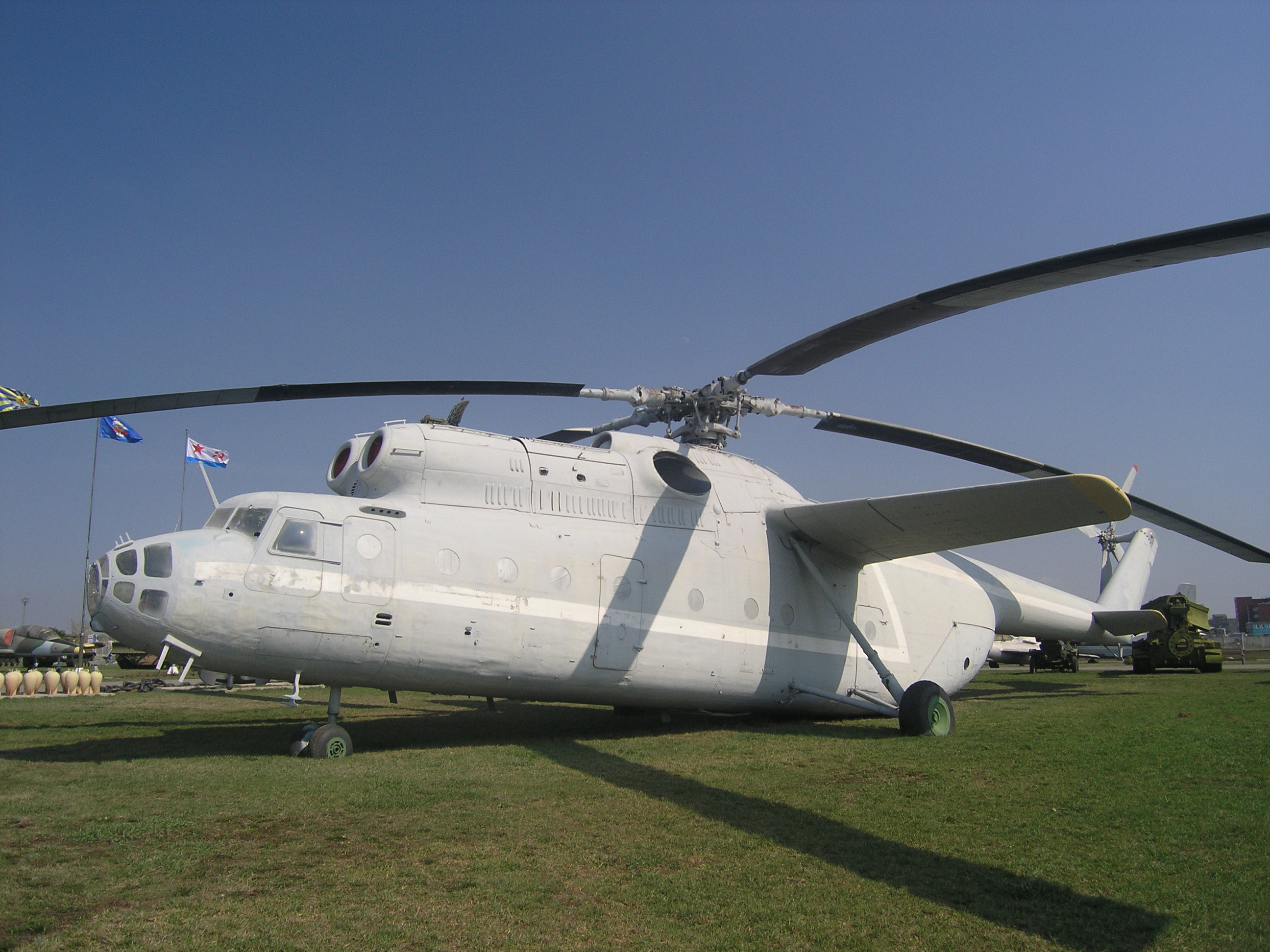
Un Mi-6 expuesto en un museo de aeronaves.

El Mi-6 voló por primera vez en septiembre de 1957. Conseguir que un vehículo tan grande vuele no es una tarea sencilla; el Mi-6 tiene una enorme caja de cambios, más pesada que sus motores, y con frecuencia utiliza unas alas cortas montadas sobre el tren de aterrizaje principal para aliviar la carga en el rotor durante el vuelo de crucero. No sólo fue durante mucho tiempo el helicóptero más grande del mundo, sino también el más rápido, con una velocidad de 300 km/h. Su máxima capacidad de carga es de 12.000 kg.

## Historia operacional
El piloto de pruebas N.B. Leshin ha establecido el récord mundial de velocidad. Este evento fue galardonado por la Sociedad Americana de Helicópteros. 
Un pequeño número todavía están en servicio, la mayoría en Siberia, más un pequeño número en China. La Fuerza Aérea Rusa actualmente opera MI 5-6.

## Operadores

### Operadores militares
- Argelia
- Bielorrusia
- Bulgaria
- China
- Egipto
- Etiopía
- Indonesia
- Irak
- Kazajistán
- Laos
- Perú
- Polonia
- Rusia

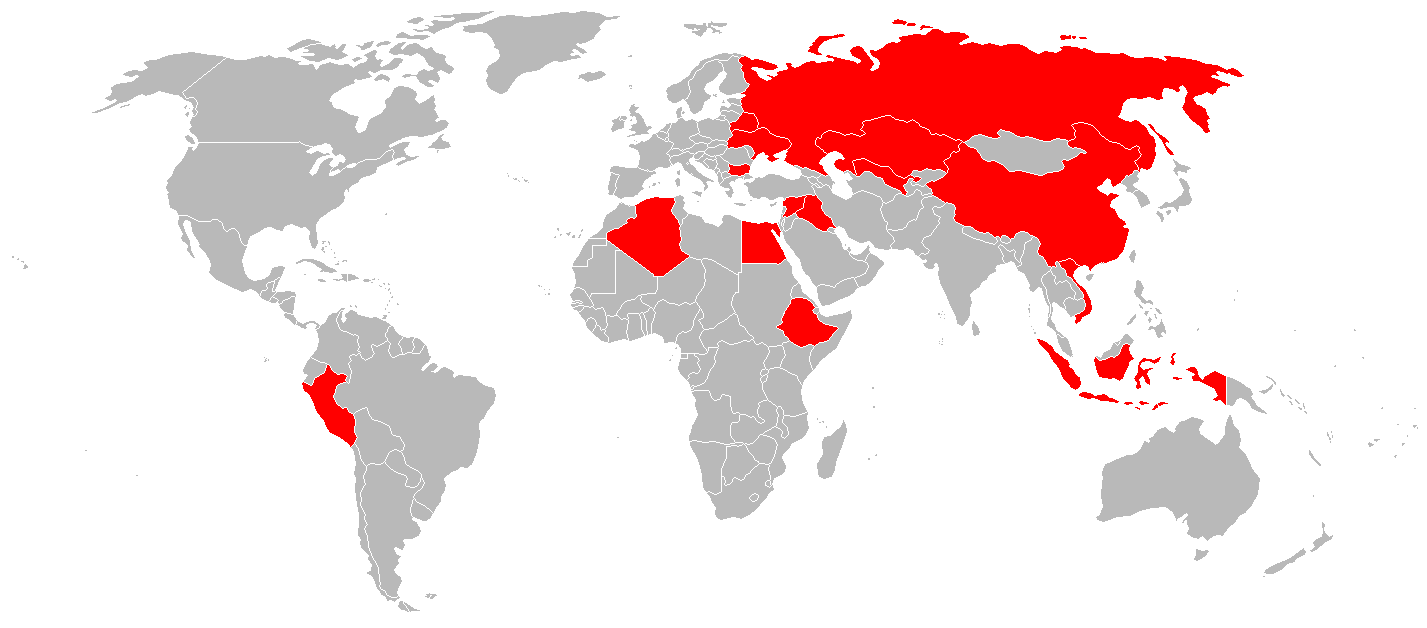
Países usuarios del Mil Mi-6..

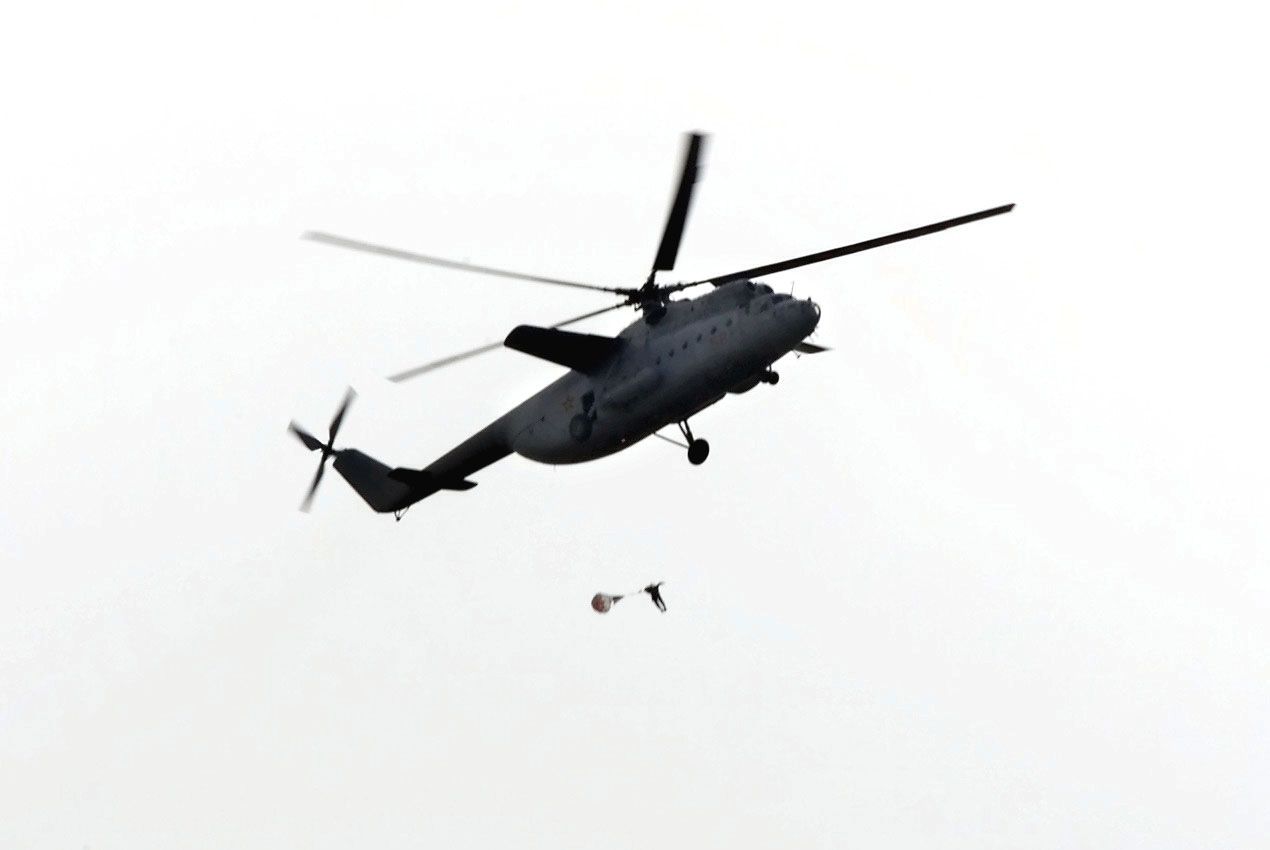
Un Mi-6 de Kazajistán desde el que está saltando un paracaidista, año 2000.

- Unión Soviética: pasado a los Estados sucesores.
- Siria
- Ucrania
- Uzbekistán
- Vietnam

### Operadores civiles
- Unión Soviética: Aeroflot

## Especificaciones

### Características generales
- Tripulación: Cinco
- Capacidad: 61 soldados o hasta 12.000 kg de carga
- Longitud: 33,18 m
- Diámetro de rotor: 35 me
- Altura: 9,86
- Disco: 962 m² en
- Peso vacío: 26.500 kg
- Peso cargado: 39.700 kg
- Peso máximo de despegue: 41.700 kg
- [Motor: 2 turboejes Soloviev D-25V 4.100 kW cada uno

### Rendimiento
- Velocidad máxima: 300 km/h
- Rango: 500 kilómetros
- Trecho de servicio: 4500 m
- Disco de carga: 41 Kg/m²
- Potencia/masa: 0,21 kW/kg

### Desarrollos relacionados
- Mi-10
- Mi-12
- Mi-22
- Mi-26

### Aeronaves similares
- Sikorsky CH-54 Tarhe / Sikorsky S-64 Skycrane
- Sikorsky CH-53 Super Stallion
- Boeing CH-47 Chinook
- Aérospatiale Super Frelon